# Kępa Kujawska
Kępa Kujawska – wieś w Polsce położona w województwie kujawsko-pomorskim, w powiecie inowrocławskim, w gminie Gniewkowo.
W latach 1975–1998 miejscowość administracyjnie należała do województwa bydgoskiego.
Według Narodowego Spisu Powszechnego (2011) wieś liczyła 53 mieszkańców.